# Amaury de Medeiros
Amaury de Medeiros (Recife, 7 de dezembro de 1893 – Rio de Janeiro, 3 de dezembro de 1928) foi um médico sanitarista, político e professor de medicina brasileiro. Nasceu no bairro do Parnamirim. Foi aluno do Ginásio Pernambucano e se bacharelou em medicina no Rio de Janeiro.
Em 1917 chefiou os serviços da Cruz Vermelha Brasileira. De 1922 a 1926, foi convidado pelo seu sogro e na época governador de Pernambuco Sérgio Loreto, para diretor do Departamento de Saúde e Assistência de Pernambuco (DSA).

## Direção do DSA
Na direção do DSA, revolucionou a medicina, saúde e higiene no estado. Mudou o sistema de atendimento de saúde na capital e interior, reformou o Hospital Oswaldo Cruz e o Hospital de doenças Nervosas e Mentais (Hospital da Tamarineira), foi pioneiro em solução dos casos de mocambos no Recife. Foi um dos primeiros a tratar de exames pré-nupcial e prevenção das doenças venéreas. Criou a Inspetoria de Profilaxia da Tuberculose, que anexou aos serviços de saneamento rural e combateu a malária, a febre amarela, a varíola e a peste bubônica. Conseguiu, durante os anos de 1924 e 1925, que nenhum caso de peste bubônica no Recife fosse registrado.

## Livros publicados
Publicou os seguintes livros:
- Um grito de alarma;
- Cruzada sanitária;
- Atos de fé;
- Saúde e assistência.

## Política
Foi eleito deputado federal, se transferindo definitivamente para o Rio de Janeiro, no ano de 1927. Na câmara federal, apresentou uma ideia da criação do Ministério de Saúde e Assistência.

## Morte
Morreu no dia 3 de dezembro de 1928, perto de completar 35 anos, vítima de um acidente aéreo no Rio de Janeiro, a bordo do avião que iria prestar homenagens a Santos Dumont, jogando flores no convés do navio que trazia o "Pai da aviação" de volta ao Brasil.

## Memória
Atualmente no Recife, mais precisamente no bairro da Encruzilhada, tem seu nome utilizado em um Hospital e Ambulatório destinado a cuidados ginecológicos e obstétricos, o CISAM, vinculado à Universidade de Pernambuco (UPE).
Também no Recife, no bairro do  Derby, recebeu homenagem com nome de rua. O mesmo ocorre nas cidades pernambucanas de Garanhuns, Caruaru e Gravatá.